# Corbreuse
Corbreuse  [kɔʁbʁøzǝ] je francouzská obec v jihozápadní části metropolitní oblasti Paříže ve Francii v departmentu Essonne a regionu Île-de-France. Od centra Paříže je vzdálena 49 km.

## Sousední obce
Sousední obce: Saint-Martin-de-Bréthencourt, Sainte-Mesme, Dourdan, Allainville, Les Granges-le-Roi, Chatignonville, Authon-la-Plaine a Richarville.

## Vývoj počtu obyvatel
Počet obyvatel

## Obyvatelé obce
- Michel Loirette (* 1943), spisovatel